# Isotima taiwanella
Isotima taiwanella är en stekelart som först beskrevs av Tohru Uchida 1932.  Isotima taiwanella ingår i släktet Isotima och familjen brokparasitsteklar. Inga underarter finns listade i Catalogue of Life.